# 大鷹明良
大鷹 明良（おおたか あきら、1957年〈昭和32年〉11月15日 - ）は、日本の俳優。愛知県出身。アルファエージェンシー所属。
小松杏里の結成した演劇舎螳螂を経て、舞台を中心に活動している。妻は元・流山児★事務所の女優の小林あや。元妻は前川麻子。明治大学文学部中退。

## 出演

### 舞台
- 3.14SOUL〜ハードボイルドは二度死ぬ!（1986年、流山児★事務所　作：桑名名子　演出：流山児祥）
- ラスト・アジア（1986年、流山児★事務所　作：川村毅　演出：佐藤信）
- 銀幕迷宮（1987年、演劇舎螳螂　作・演出：小松杏里）
- 螳螂版★森は生きている（1988年、演劇舎螳螂　作・演出：小松杏里）
- 流山児マクベス（1992年、流山児★事務所　作：ウィリアム・シェイクスピア　演出：流山児祥）
- おんなごろしあぶらの地獄（1992年、流山児★事務所　作：前川麻子　演出：流山児祥）
- ピカレスク・イアーゴ（1992年、流山児★事務所　作：中島丈博　演出：流山児祥）
- 荷風のオペラ（1992年、黒テント　作・演出：佐藤信）
- 改訂決定版tatsuya（1992年、流山児★事務所　作：鐘下辰男　演出：流山児祥）
- 愛の乞食（1997年、流山児★事務所　作：唐十郎　演出：山崎哲）
- 龍を撫でた男（1999年、演劇企画集団THE・ガジラ　作：福田恆存　演出：鐘下辰男）
- みどりの星のおちる先（1997年、流山児★事務所　作：鈴江俊郎　演出：流山児祥）
- tatsuya 〜最愛なる者の側へ（1999年、演劇企画集団THE・ガジラ　作・演出：鐘下辰男）
- ロベルト・ズッコ（2000年、世田谷パブリックシアター　作：ベルナール＝マリ・コルテス　演出：佐藤信）
- レプリカ（2000年、演劇企画集団THE・ガジラ　作・演出：鐘下辰男）
- マクベス（2000年、新国立劇場　作：ウィリアム・シェイクスピア　演出：鐘下辰男）
- 荻家の三姉妹（2000年、二兎社　作・演出：永井愛）
- 或る憂鬱（2001年、演劇企画集団THE・ガジラ　作・演出：鐘下辰男）
- ミレナ（2002年、世田谷パブリックシアター　作：斎藤憐　演出：佐藤信）
- ルート64（2002年、演劇企画集団THE・ガジラ　作・演出：鐘下辰男）
- 浮標（2003年、新国立劇場　作：三好十郎　演出：栗山民也）
- 兄おとうと（2003年、こまつ座　作：井上ひさし　演出：鵜山仁）
- アンコントロール（2003年、演劇企画集団THE・ガジラ　作・演出：鐘下辰男）
- KASANE（2004年、演劇企画集団THE・ガジラ　作・演出：鐘下辰男）
- ヴァローニュの夜−ドン・ジュアンと7人の女たち−（2004年、シアター21　作：エリック＝エマニュエル・シュミット　演出：鵜山仁）
- リア王の悲劇（2004年、世田谷パブリックシアター　作：ウィリアム・シェイクスピア　演出：佐藤信）
- 韓国現代戯曲ドラマリーディングvol.2『豚とオートバイ』（2005年、日韓演劇交流センター　作：イ・マニ 　演出：鐘下辰男）
- 箱根強羅ホテル（2005年、新国立劇場　作：井上ひさし　演出：栗山民也）
- ウィンズロウ・ボーイ（2005年、自転車キンクリートSTORE　作：テレンス・ラティガン　演出：坂手洋二）
- ソウル市民（2005年、世田谷パブリックシアター　作：平田オリザ　演出：フレデリック・フィスバック）
- 第32進海丸（2006年、フジテレビ　作：蓬莱竜太　演出：鈴木裕美）
- 奇跡の人（2006年、ホリプロ　作：ウィリアム・ギブスン　演出：鈴木裕美）
- 私はだれでしょう（2007年、こまつ座　作：井上ひさし　演出：栗山民也）
- 氷屋来たる（2007年、新国立劇場　作：ユージン・オニール　演出：栗山民也）
- 南瓜（2007年、hataBow企画　作：松田清志　演出：川畑秀樹）
- どん底（2008年、Bunkamura　作：マクシム・ゴーリキー　上演台本・演出：ケラリーノ・サンドロヴィッチ）
- ローゼ・ベルント（2008年、燐光群　作：ゲアハルト・ハウプトマン　上演台本・演出：坂手洋二）
- 山の巨人たち（2008年、新国立劇場　作：ルイジ・ピランデルロ　演出：ジョルジュ・ラヴォーダン）
- 三文オペラ（2009年、Bunkamura　作：ベルトルト・ブレヒト　演出：宮本亜門）
- 炎の人（2009年、こまつ座　作：三好十郎　演出：栗山民也）
- 東京月光魔曲（2009年、Bunkamura　作・演出：ケラリーノ・サンドロヴィッチ）
- 夢の裂け目（2010年、新国立劇場　作：井上ひさし　演出：栗山民也）
- 黙阿彌オペラ（2010年、こまつ座/ホリプロ　作：井上ひさし　演出：栗山民也）
- りんご 木村秋則物語（2010年、ニッポン放送/シーエイティプロデュース　作：藤井清美　演出：栗山民也）
- その族の名は「家族」（2011年、こどもの城 青山円形劇場／ネルケプランニング　作・演出：岩井秀人）
- いのちを詠う ―日本の現代詩から―（2011年、世田谷パブリックシアター　構成：林浩平　演出：森新太郎）
- グレンギャリー・グレン・ロス（2011年、天王洲銀河劇場　作：デヴィッド・マメット　演出：青山真治）
- 太陽に灼かれて（2011年、ホリプロ　脚本：ピーター・フラナリー　演出：栗山民也）
- 藪原検校（2012年、こまつ座/世田谷パブリックシアター　作：井上ひさし　演出：栗山民也）
- 私の村から戦争が始まる（2012年、非戦を選ぶ演劇人の会　作：清水弥生、瀬戸山美咲、坂手洋二　演出：鵜山仁）
- 祈りと怪物〜ウィルヴィルの三姉妹〜（2012年、Bunkamura/キューブ　作・演出：ケラリーノ・サンドロヴィッチ）
- リクゼンタカタ 第二夜リーディングの日「朗読で考える」（2012年、陸前高田で色んな公演をしよう会）
- ハムレット（2013年、富士見市民文化会館キラリ☆ふじみ　作：ウィリアム・シェイクスピア　演出：多田淳之介）
- あかいくらやみ〜天狗党幻譚〜（2013年、Bunkamura/阿佐ヶ谷スパイダース　作・演出：長塚圭史）
- エドワード二世（2013年、新国立劇場　作：クリストファー・マーロウ　演出：森新太郎）
- 春のめざめ(2017年、2019年、KAAT神奈川芸術劇場他　演出：白井晃)[5][6]
- モダンボーイズ（2021年、新国立劇場 中劇場　作：横内謙介、演出：一色隆司）[注釈 1]
- 野鴨-Vildanden-（2022年、世田谷パブリックシアター / 兵庫県立芸術文化センター 作：ヘンリック・イプセン、演出：上村聡史） - ホーコン・ヴェルレ 役[7]
- 舞台版 嫌われる勇気（2024年、紀伊國屋ホール、作：岸見一郎・古賀史健、演出：和田憲明）[8]
- 白衛軍 The White Guard（2024年、新国立劇場 中劇場、作：ミハイル・ブルガーコフ、演出：上村聡史）[9]
- しばしとてこそ」（2025年、新国立劇場 小劇場、作：大歳倫弘、演出：小沢道成）[10]

### テレビドラマ

#### NHK
- 大河ドラマ
  - 毛利元就（1997年） - 蔵田房信 役
  - 徳川慶喜（1998年） - 金子孫二郎 役
  - 風林火山（2007年） - 高梨政頼 役
  - 西郷どん（2018年）  - 山内容堂 役
- 菜の花の沖（2000年） - 増田金五郎 役
- わたしが子どもだったころ（2010年） - 藤原新也の父 役
- TAROの塔（2011年）
- 新選組血風録（2011年） - 赤座智俊 役
- 未解決事件 (NHKスペシャル)（2011年） - 吉永刑事 役
- 負けて、勝つ 〜戦後を創った男・吉田茂〜（2012年） - 緒方竹虎 役
- 銀漢の賦（2015年） - 佐多新蔵 役
- 雲霧仁左衛門 第2シリーズ（2015年） - 霞の七三 役
- 破裂（2015年） - 福山毅 役
- 伝七捕物帳（2016年） - 江島の仙五郎 役
- これは経費で落ちません!（2019年） - 篠崎社長 役
- 令和元年版 怪談牡丹燈籠（2019年） - 宮部進之丞 役
- 金魚姫（2020年、BSプレミアム）
- 今度生まれたら（2022年） - 川田勇一 役
- グレースの履歴（2023年） - 辻浩一 役

#### 日本テレビ
- 火曜サスペンス劇場
  - 「だます女だまされる女2」（2001年） - 石原雅人（鈴木敦志） 役
- 私の知らない私 第4話（2025年1月30日、読売テレビ） - 桐田正義 役[11]

#### TBSテレビ
- ぼくが地球を救う（2002年） - 四ツ谷専務 役
- エジソンの母（2008年） - 馬場委員 役
- LADY〜最後の犯罪プロファイル〜（2011年） - 高井正樹 役
- 水戸黄門 (第31-38部)（2011年） - 片桐源左衛門 役
- ATARU（2012年） - 渡辺社長 役
- 運命の人（2012年） - 本山拓裁判長 役
- ステップファザー・ステップ（2012年） - 佐伯光彦 役
- MOZU（2014年） - 河村局長 役
- 東京スカーレット〜警視庁NS係（2014年） - 水原修司 役
- 天皇の料理番（2015年） - 杉村参事官 役
- 下町ロケット（2015年） - 山野辺敏 役
- 半沢直樹 2020年版（2020年） - 的場一郎 役
- 笑うマトリョーシカ（2024年） - 羽生雅文 役
- キャスター 第8話（2025年） - 角田正一 役[12]
- 月曜ドラマスペシャル
  - 「保険調査員 しがらみ太郎の事件簿3」（1997年） - 米田俊夫 役
- 月曜ゴールデン
  - 「女タクシードライバーの事件日誌5」（2010年） - 乾刑事 役
- 月曜名作劇場
  - 「警視庁心理捜査官・明日香5」（2016年） - 東条警視正 役

#### フジテレビ
- NIGHT HEAD（1992年） - 井坂俊二 役
- アフリカの夜（1999年） - 整形外科医 役
- 忠臣蔵1/47（2001年） - 多門伝八郎 役
- ランチの女王（2002年） - 大畑敬三 役
- 不機嫌なジーン（2005年） - 三井茂人 役
- 恋におちたら〜僕の成功の秘密〜（2005年） - 茂田克彦 役
- 子育ての天才（2007年） - 森田刑事 役
- 黒部の太陽（2009年） - 武川毅 役
- ギルティ 悪魔と契約した女（2010年） - 吉井孝 役
- ラッキーセブン（2012年） - 藤崎眞人 役
- ラストホープ（2013年） - 佐々木医師 役
- 記憶 (テレビドラマ)（2018年） - 桜庭晃将 役
- ミッドナイト屋台〜ラ・ボンノォ〜 第8話・第9話（2025年5月31日・6月7日、東海テレビ） - たちばなや店主・宗夫 役
- 世にも奇妙な物語
  - 「2040年のメリークリスマス」（1996年） - 編集者・橘 役
- 金曜エンタテイメント
  - 「着物デザイナー 黛涼子の推理紀行4」（2005年） - 串本弘行 役
- 金曜プレステージ
  - 「浅見光彦シリーズ28」（2008年） - 永野継仁 役

#### テレビ朝日
- 子連れ狼（2004年） - 影村外記 役
- 警視庁捜査一課9係 Season1（2006年） - 塩田徹 役
- 敵は本能寺にあり（2007年） - 酒井忠次 役
- 相棒
  - （2007年） - 勝村繁彦 役
  - （2014年） - 井手聡 役
- Dr.伊良部一郎（2011年） - 吉安龍男 役
- 最後の晩餐 〜刑事・遠野一行と七人の容疑者〜（2011年）
- 遺留捜査（2011年） - 神崎徹 役
- バラ色の聖戦（2011年） - 藤井専務 役
- 松本清張 黒い福音〜国際線スチュワーデス殺人事件〜（2014年） - 岡本社長 役
- 刑事7人（2015年） - 新田公司 役
- 必殺仕事人2016（2016年） - 蓬莱屋繁蔵 役
- 土曜ワイド劇場
  - 「西村京太郎トラベルミステリー33」（1999年） - 島崎功 役
  - 「法律事務所2」（2008年） - 梅田光彦 役
  - 「100の資格を持つ女〜ふたりのバツイチ殺人捜査〜4」（2010年） - 杉村守男 役
  - 「事件 (土曜ワイド劇場)17」（2016年） - 小日向良一 役
- 日曜ワイド
  - 「おかしな弁護士」（2017年） - 久元義郎 役
- 日曜プライム
  - 「復讐捜査〜警察犬と刑事の殺人追跡行〜」（2018年） - 須藤刑事 役
- 乱反射（2018年） - 加山彰 役
- チャンネルはそのまま!（2019年） - 篠山巧 役
- 特捜9 Season2（2019年） - 塩田徹 役

#### テレビ東京
- エコエコアザラク（1997年） - 愛倉太 役
- 国盗り物語（2005年） - 斎藤利三 役
- お江戸吉原事件帖（2007年） - 越後屋久兵衛 役
- 主水之助七番勝負〜徳川風雲録外伝〜（2008年） - 虎吉 役
- 警視庁ゼロ係〜生活安全課なんでも相談室〜（2016年） - 石嶺剛 役
- 巨悪は眠らせない 特捜検事の逆襲（2016年） - 若田修平 役
- ミッドナイト・ジャーナル 消えた誘拐犯を追え!七年目の真実（2018年3月30日） - 山内則文 役
- 金曜8時のドラマ 執事 西園寺の名推理 第5話（2018年5月18日） - 篠塚雅治 役[13]
- ドラマBiz ラストチャンス 再生請負人 第6話（2018年8月20日） - 龍ヶ崎司郎 役[14]
- あまんじゃく 第2弾（2020年3月30日） - 三波正昭 役[15]
- つまり好きって言いたいんだけど、（2021年） - 不二宗親 役
- 水曜ミステリー9
  - 「監察医・篠宮葉月 死体は語る12」（2012年） - 今田昭義 役
  - 「検事・沢木正夫 第三の容疑者」（2013年） - 糸崎信也 役
- ペルソナの密告 3つの顔をもつ容疑者（2023年3月24日） - 宮内治 役[16]

#### WOWOW
- アウトリミット（2005年） - 遠山信雄 役
- 震度0（2007年） - 鳥羽刑事 役
- 蒼い瞳とニュアージュ（2007年） - 森係長 役
- チキンレース (テレビドラマ)（2013年） - 山下院長 役
- 悪貨（2014年） - 島袋洋平 役
- テミスの求刑（2015年） - 久我俊之 役
- ドラフトキング 第1話・第2話（2023年） - 佐々木達雄 役[17]
- ああ、ラブホテル 〜秘密〜 第6話「十八番」（2023年） - 柳風亭晩乃輔 役[18]

### 映画
- 人間椅子（1997年） - 山中
- CURE（1997年） - 安川刑事
- カリスマ（1999年） - 坪井達夫
- 破線のマリス（2000年） - 斎藤刑事
- 突入せよ! あさま山荘事件（2002年） - 五十嵐記者
- くりいむレモン（2004年） - 野々村亜美の父
- 恋人はスナイパー（2004年） - 渡辺啓二秘書官
- 樹の海（2005年） - 公安委員会の担当官
- 力道山（2006年） - 興行師4
- フリージア（2007年） - 警護人
- 犯人に告ぐ（2007年） - 刑事
- ペルソナ（2008年） - 医師
- 犬と私の10の約束（2008年） - 榎木
- クライマーズ・ハイ（2008年） - 藤浪鼎
- 罪とか罰とか（2009年） - トラック運転手
- それはそれ、（2009年）
- 踊る大捜査線 THE MOVIE3 ヤツらを解放せよ!（2010年） - 佐藤秀明官房副長官
- 舟を編む（2013年）
- バンクーバーの朝日（2014年） - 河野義一（理髪店店主）
- ぼくは明日、昨日のきみとデートする（2016年）
- ナラタージュ（2017年）
- 東京ノワール（2018年） - 金本組組長役[19][20]
- ミステリと言う勿れ（2023年） - 八木下恵介 役
- 春画先生（2023年）
- 若き見知らぬ者たち（2024年10月11日、監督：内山拓也） - 早川 役[21][22]

### Vシネマ
- 修羅の帝王（1995年）
- 表と裏（2015年）
- 若頭暗殺史 修羅の男たち（2016年） - 山東連合会会長 五百部竜吉

### 配信ドラマ
- ガンニバル シーズン2（2025年3月19日 - 4月23日、Disney+ Star） - 八千代満 役[23]